# Schagerbrug
Schagerbrug (West-Fries:  Skagerbrég) is een dorp in de gemeente Schagen, in de Nederlandse provincie Noord-Holland. Op 5 oktober 2023 had Schagerbrug 2105 inwoners. In het dorp was het gemeentehuis gevestigd van de gemeente Zijpe, die op 1 januari 2013 opging in Schagen.

## Geschiedenis
Schagerbrug is vlak na de droogmaking van de Zijpe ontstaan, de kern van toen begon bij het kruispunt van Groote Sloot en de Schagerweg. In 1708 stonden er 39 huizen in het dorp. Schagerbrug was toen al de hoofdplaats van de gemeente.

## Bezienswaardigheden

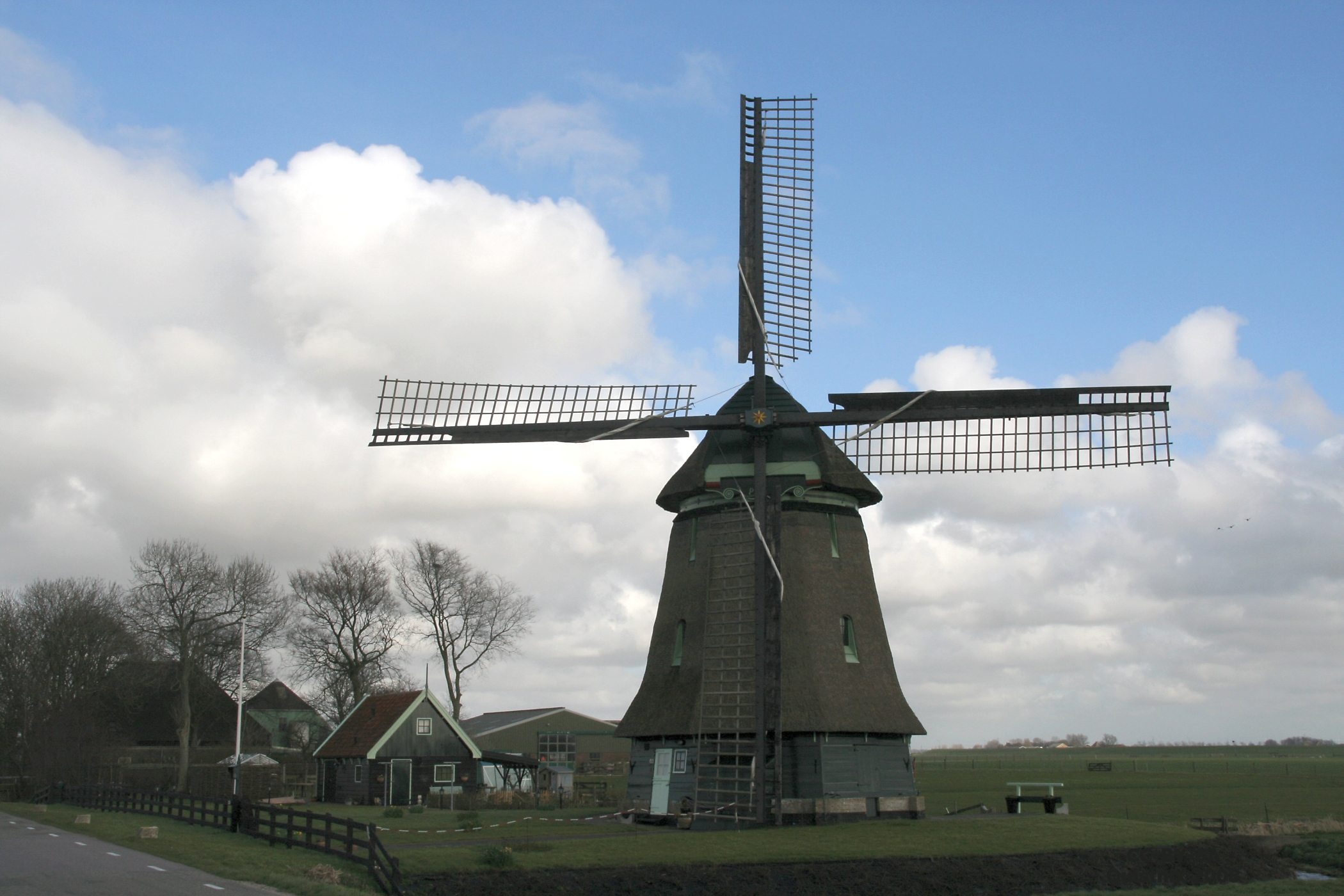
Molen D

Bezienswaardig is het Zijper Museum, dat gevestigd is in het gemeentehuis. Het museum laat de geschiedenis zien van de Zijpe. Iets verderop in het dorp is er ook nog de Zijper Oudheidskamer, dit museum is gespecialiseerd in oude kaarten. Verder is er nog de hervormde kerk in Waterstaatstijl, de ontwerper was Waterstaatsopzichter Hermanus Hendrik Dansdorp. De kerk zou komen uit 1843, maar in het Provinciaal Verslag spreekt men over 1851. Hij is later wel vergroot. Ook is er nog een kunstgalerij in het dorp gevestigd. In de polder staat nog een molen uit 1840, Zijpe Molen D, die sinds 1990 weer op vrijwillige basis de polder bemaalt. Ook de Zijper Molen O-N uit de 18e eeuw staat in Schagerbrug. Verder zijn er veel bezienswaardige stolphoeven in de polder.

## Sport
Mogelijk is de gymnastiekvereniging de oudste vereniging van het dorp. Voetbalclub VESDO (Vlugheid En Samenspel Doet Overwinnen) werd officieel in 1949 opgericht. Veel later kwam er een sportcomplex aan de rand van het dorp met sportvelden, tennisbanen en een sporthal. Toen werd ook tennisvereniging 't Zijpken opgericht.